# Max-Rainer Uhrig
Max-Rainer Uhrig (* 1. Dezember 1944 in Oberfranken, Deutschland; † 18. Januar 2025 in Schweinfurt, Deutschland) war ein deutscher Publizist, Herausgeber und Privatgelehrter.

## Leben
Max-Rainer Uhrig wuchs in Oberfranken auf. Das Abitur legte er 1964 am Alexander-von-Humboldt-Gymnasium Schweinfurt ab. Er studierte Germanistik, Slawistik, Geschichte und Sozialkunde an der Universität Erlangen. Seine Staatsexamina für das Lehramt an Gymnasien legte er 1971 und 1975 ab. Zum Dr. phil. wurde er 1973 an der Universität Erlangen promoviert. Von 1973 bis 2002 war er als Gymnasiallehrer tätig.
Max-Rainer Uhrig war seit 1968 Mitglied der Rückert-Gesellschaft. Er publizierte zahlreiche Beiträge im Organ der Gesellschaft, den "Rückert-Studien" und wirkte als deren Mitherausgeber. Er hielt Vorträge in Erlangen, Coburg, Schweinfurt, Haßfurt, Ebern und Heiligenstadt (Thüringen). Nach Erreichen des Ruhestandes war er in der Rückert-Forschung sowie mit Arbeiten über deutsch-slawische Sprach- und Literaturbeziehungen sowie die russische Erschließung Zentralasiens und Sepulkralkultur wissenschaftlich tätig.

## Werke (Auswahl)
Monographien und Editionen
- Das Slawenbild Friedrich und Heinrich Rückerts. Ein Beitrag zum Wandel des politischen Selbstverständnisses im deutschen Bürgertum des 19. Jahrhunderts. (= Rückert-Studien. Band 3). Rückert-Gesellschaft, Schweinfurt 1974, DNB 740803751. (Diss. Erlangen 1973)[6]
- Rückert-Bibliographie. Ein Verzeichnis des Rückert-Schrifttums von 1813 bis 1977. (= Veröffentlichungen der Rückert-Gesellschaft. Sonderband). Rückert-Gesellschaft, Schweinfurt 1979, DNB 790649489.
- Gestörte Idylle. Vergleichende Interpretationen zur Lyrik Friedrich Rückerts. Hg. Max-Rainer Uhrig. Ergon, Würzburg 1995, ISBN 3-928034-39-1.
- Ernst Jünger im Kaukasus – Ein eurasisches Zwischenspiel. [Max-Rainer Uhrig (Text), Alexandre Sladkevich (Fotos)]; Ergon-Verlag, Würzburg 2010, ISBN 978-3-89913-979-2.
- Auf den Spuren des Phönix : Zur Kulturgeschichte der Feuerbestattung. Ergon-Verlag, Würzburg 2017, ISBN 978-3-95650-268-2.
- Auf gewundenen Pfaden: Friedrich Rückert und Russland. Ergon-Verlag, Würzburg 2019, ISBN 978-3-95650-600-0.
- Der rote Styx. Zur Kultur und Unkultur des Todes im Marxismus-Leninismus und Nationalsozialismus. Ergon-Verlag, Würzburg 2022, ISBN 978-3-95650-848-6.
- Ghulistan. Stimmen aus dem Zwischenreich – morbide und exotische Geschichten. Edition Buran, Zell 2023
- Missionare, Vampire und andere lebewesen. Stimmen aus dem Zwischenreich – morbide und exotische Geschichten. Edition Buran, Zell 2023
- MisZellen. Edition Buran, Zell 2025

Beiträge in Zeitschriften und Sammelwerken
- Der Rathenau-Mord und sein zeitgeschichtlicher Hintergrund. In: Rathenau-Studien. Beiträge zu Leben und Werk Walther Rathenaus. Schweinfurt 1986, S. 7–31.
- Das Heldburger Land. Porträt einer fränkisch-thüringischen Übergangszone. In: Frankenland. Zeitschrift für fränkische Landeskunde und Kulturpflege. Band 42, Heft 4, 1990, S. 163–171.
- Fenster nach Russland. Konstantin Vaginov: Bocksgesang.[7]
- Im Bann des Russenschrecks. Heinrich Rückerts byzantinisch-asiatische Slawenlegende. In: Russen und Rußland aus deutscher Sicht. 19./20. Jahrhundert: Von der Bismarckzeit bis zum Ersten Weltkrieg. Hg. Mechthild Keller. München 2000, S. 257–297.
- Svinord – ein "russisches" Schweinfurt? Ein Beitrag zur Herkunft des Ortsnamens Schweinfurt. In: Schweinfurter Mainleite, Sonderheft 2. Historischer Verein Schweinfurt e.V. 2021

Übersetzungen
- Aleksej Ivanovič Butakov: Tagebuch der Aralsee-Expedition 1848/49. Übersetzt und herausgegeben von Max-Rainer Uhrig – Mit einem Dokumentenanhang. Edition Buran, Zell 2008, ISBN 978-3-00-025187-0.

Uhrig ist der Herausgeber von Band 5–8 der Rückert-Studien.